# CAGE FORCE EX -eastern bound- (2008年11月)
CAGE FORCE EX -eastern bound-（ケージ・フォース・イーエックス イースタン・バウンド）は、日本の総合格闘技団体「CAGE FORCE」の大会の一つ。2008年11月8日、東京都江東区有明のディファ有明で開催された。

## 大会概要
メインイベントには、DREAM参戦を果たした中村K太郎が約1年ぶりに参戦するも、キム・ジャンヨンにTKO負けを喫した。
この大会は2部構成により女子版ケージ大会「VALKYRIE」旗揚げ興行を1部に組み込んだ。
9月27日のCAGE FORCE 08で予定されていたバンタム級王座決定トーナメント準決勝水垣偉弥 vs. 中原太陽戦が中原の負傷により今大会への延期が発表されていたが、中原の怪我が回復せずトーナメント棄権、水垣の不戦勝となった。

## 試合結果

### プレリミナリー・ファイト
第1試合 バンタム級 3分3R
○  佐藤将大 vs.  安永雄太 ×
1R 2:26 TKO（レフェリーストップ：パウンド）
第2試合 ライト級 5分2R
○  高橋"Bancho"良明 vs.  藤本新 ×
1R 1:07 TKO（レフェリーストップ：腕ひしぎ十字固め）

### 本戦カード
第1試合 ライト級 3分3R
○  宮崎直人 vs.  星野大介 ×
2R 1:48 チョークスリーパー
第2試合 ウェルター級 3分3R
○  圭太郎 vs.  グッドマン田中 ×
3R終了 判定3-0
第3試合 ミドル級 5分3R
○  佐藤豪則 vs.  藤井陸平 ×
3R終了 判定3-0
第4試合 ミドル級 5分3R
○  内藤征弥 vs.  アレックス・シウバ ×
1R 4:29 TKO（レフェリーストップ：右ストレート→パウンド）
第5試合 フライ級 5分3R
○  漆谷康宏 vs.  清水清隆 ×
1R 3:06 TKO（ドクターストップ：右目尻カット）
第6試合 バンタム級 5分3R
○  大沢ケンジ vs.  宮下トモヤ ×
3R終了 判定3-0
第7試合 ウェルター級 5分3R
○  門馬秀貴 vs.  アンドレ・"ナパウォン"・マフェトニ ×
1R 4:47 フロントチョーク
第8試合 ライト級 5分3R
○  キム・ジャンヨン vs.  中村K太郎 ×
1R 0:59 TKO（レフェリーストップ：右ストレート→パウンド）